# اوشرنا
اوشرنا (به لاتین: Óshyrna) یک کوه در ایسلند است که در Westfjords, Iceland واقع شده‌است.